# برايلا
برايلا, مدينة شرقي رومانيا (بالرومانية: Brăila) عاصمة اقليم الذي يحمل نفس الاسم. تقع على الضفة الشرقية لنهر الدانوب على بعد 20 كم من غالاتس. عدد السكان 217.000 نسمة.

## توأمة
لبرايلا اتفاقيات توأمة مع كل من:
- كاليه
- أرغوستولي
- دنيزلي
- بلفن
- كاتريني
- بيتولا
- كافادارشي
- نيلوفر

## أعلام
- ميخائيل سيباستيان
- جوزيف جوران
- ألكساندرو كيبتشيو
- آنا أصلان
- نيكولاي راينا
- أيون كوفاسي